# Danh sách tiểu hành tinh: 16701–16800
| Tên                | Tên đầu tiên | Ngày phát hiện       | Nơi phát hiện                      | Người phát hiện                                  |
| ------------------ | ------------ | -------------------- | ---------------------------------- | ------------------------------------------------ |
| 16701 -            | 1995 DH4     | 21 tháng 2 năm 1995  | Kitt Peak                          | Spacewatch                                       |
| 16702 -            | 1995 DZ8     | 24 tháng 2 năm 1995  | Kitt Peak                          | Spacewatch                                       |
| 16703 -            | 1995 ER7     | 2 tháng 3 năm 1995   | Kitt Peak                          | Spacewatch                                       |
| 16704 -            | 1995 ED8     | 7 tháng 3 năm 1995   | Nyukasa                            | M. Hirasawa, S. Suzuki                           |
| 16705 Reinhardt    | 1995 EO8     | 4 tháng 3 năm 1995   | Đài quan sát Tautenburg            | F. Börngen                                       |
| 16706 Svojsík      | 1995 OE1     | 30 tháng 7 năm 1995  | Ondřejov                           | P. Pravec                                        |
| 16707 -            | 1995 QP10    | 19 tháng 8 năm 1995  | La Silla                           | C.-I. Lagerkvist                                 |
| 16708 -            | 1995 SP1     | 21 tháng 9 năm 1995  | Trạm Catalina                      | T. B. Spahr                                      |
| 16709 -            | 1995 SH5     | 29 tháng 9 năm 1995  | Kleť                               | J. Tichá                                         |
| 16710 -            | 1995 SL20    | 18 tháng 9 năm 1995  | Kitt Peak                          | Spacewatch                                       |
| 16711 Ka-Dar       | 1995 SM29    | 16 tháng 9 năm 1995  | Zelenchukskaya                     | T. V. Kryachko                                   |
| 16712 -            | 1995 SW29    | 30 tháng 9 năm 1995  | Trạm Catalina                      | C. W. Hergenrother                               |
| 16713 -            | 1995 SV52    | 20 tháng 9 năm 1995  | Kitami                             | K. Endate, K. Watanabe                           |
| 16714 Arndt        | 1995 SM54    | 21 tháng 9 năm 1995  | Đài quan sát Tautenburg            | F. Börngen                                       |
| 16715 Trettenero   | 1995 UN5     | 20 tháng 10 năm 1995 | Bologna                            | Osservatorio San Vittore                         |
| 16716 -            | 1995 UX6     | 21 tháng 10 năm 1995 | Chichibu                           | N. Sato, T. Urata                                |
| 16717 -            | 1995 UJ8     | 27 tháng 10 năm 1995 | Oizumi                             | T. Kobayashi                                     |
| 16718 -            | 1995 UA9     | 30 tháng 10 năm 1995 | Kitami                             | K. Endate, K. Watanabe                           |
| 16719 -            | 1995 UF45    | 28 tháng 10 năm 1995 | Kitami                             | K. Endate, K. Watanabe                           |
| 16720 -            | 1995 WT      | 17 tháng 11 năm 1995 | Oizumi                             | T. Kobayashi                                     |
| 16721              | 1995 WF3     | 16 tháng 11 năm 1995 | Kushiro                            | S. Ueda, H. Kaneda                               |
| 16722              | 1995 WG7     | 24 tháng 11 năm 1995 | Nachi-Katsuura                     | Y. Shimizu, T. Urata                             |
| 16723 Fumiofuke    | 1995 WX8     | 27 tháng 11 năm 1995 | Chichibu                           | N. Sato, T. Urata                                |
| 16724 -            | 1995 YV3     | 28 tháng 12 năm 1995 | Kitt Peak                          | Spacewatch                                       |
| 16725 Toudono      | 1996 CE3     | 15 tháng 2 năm 1996  | Nanyo                              | T. Okuni                                         |
| 16726 -            | 1996 DC      | 18 tháng 2 năm 1996  | Oizumi                             | T. Kobayashi                                     |
| 16727 -            | 1996 EK2     | 15 tháng 3 năm 1996  | Haleakala                          | NEAT                                             |
| 16728 -            | 1996 GB18    | 15 tháng 4 năm 1996  | La Silla                           | E. W. Elst                                       |
| 16729 -            | 1996 GA19    | 15 tháng 4 năm 1996  | La Silla                           | E. W. Elst                                       |
| 16730 Nijisseiki   | 1996 HJ1     | 17 tháng 4 năm 1996  | Saji                               | Saji                                             |
| 16731 Mitsumata    | 1996 HK1     | 17 tháng 4 năm 1996  | Saji                               | Saji                                             |
| 16732 -            | 1996 HZ16    | 18 tháng 4 năm 1996  | La Silla                           | E. W. Elst                                       |
| 16733 -            | 1996 HM22    | 22 tháng 4 năm 1996  | Haleakala                          | NEAT                                             |
| 16734 -            | 1996 HZ22    | 20 tháng 4 năm 1996  | La Silla                           | E. W. Elst                                       |
| 16735              | 1996 JJ      | 8 tháng 5 năm 1996   | Kushiro                            | S. Ueda, H. Kaneda                               |
| 16736 Tongariyama  | 1996 JW2     | 13 tháng 5 năm 1996  | Nanyo                              | T. Okuni                                         |
| 16737 -            | 1996 KN1     | 24 tháng 5 năm 1996  | Đài thiên văn Zvjezdarnica Višnjan | Đài thiên văn Zvjezdarnica Višnjan               |
| 16738              | 1996 KQ1     | 19 tháng 5 năm 1996  | Xinglong                           | Chương trình tiểu hành tinh Bắc Kinh Schmidt CCD |
| 16739              | 1996 KX2     | 24 tháng 5 năm 1996  | Xinglong                           | Beijing Schmidt CCD Asteroid Program             |
| 16740 -            | 1996 KT8     | 22 tháng 5 năm 1996  | La Silla                           | E. W. Elst                                       |
| 16741 -            | 1996 NZ3     | 14 tháng 7 năm 1996  | La Silla                           | E. W. Elst                                       |
| 16742 -            | 1996 ON      | 21 tháng 7 năm 1996  | Kleť                               | Kleť                                             |
| 16743 -            | 1996 OQ      | 21 tháng 7 năm 1996  | Haleakala                          | NEAT                                             |
| 16744 Antonioleone | 1996 OJ2     | 23 tháng 7 năm 1996  | San Marcello                       | L. Tesi                                          |
| 16745 Zappa        | 1996 PF5     | 9 tháng 8 năm 1996   | Bologna                            | Osservatorio San Vittore                         |
| 16746 -            | 1996 PW6     | 8 tháng 8 năm 1996   | Nachi-Katsuura                     | H. Shiozawa, T. Urata                            |
| 16747 -            | 1996 PS8     | 8 tháng 8 năm 1996   | La Silla                           | E. W. Elst                                       |
| 16748 -            | 1996 PD9     | 8 tháng 8 năm 1996   | La Silla                           | E. W. Elst                                       |
| 16749 -            | 1996 QE      | 16 tháng 8 năm 1996  | Sormano                            | P. Sicoli, V. Giuliani                           |
| 16750 Marisandoz   | 1996 QL      | 18 tháng 8 năm 1996  | Lime Creek                         | R. Linderholm                                    |
| 16751              | 1996 QG1     | 18 tháng 8 năm 1996  | Nachi-Katsuura                     | Y. Shimizu, T. Urata                             |
| 16752              | 1996 QP1     | 22 tháng 8 năm 1996  | Nachi-Katsuura                     | Y. Shimizu, T. Urata                             |
| 16753 -            | 1996 QS1     | 21 tháng 8 năm 1996  | Church Stretton                    | S. P. Laurie                                     |
| 16754 -            | 1996 RW      | 10 tháng 9 năm 1996  | Haleakala                          | NEAT                                             |
| 16755 Cayley       | 1996 RE1     | 9 tháng 9 năm 1996   | Prescott                           | P. G. Comba                                      |
| 16756 -            | 1996 RQ11    | 8 tháng 9 năm 1996   | Kitt Peak                          | Spacewatch                                       |
| 16757 Luoxiahong   | 1996 SC6     | 18 tháng 9 năm 1996  | Xinglong                           | Chương trình tiểu hành tinh Bắc Kinh Schmidt CCD |
| 16758              | 1996 TR1     | 3 tháng 10 năm 1996  | Xinglong                           | Beijing Schmidt CCD Asteroid Program             |
| 16759 Furuyama     | 1996 TJ7     | 10 tháng 10 năm 1996 | Kuma Kogen                         | A. Nakamura                                      |
| 16760 Masanori     | 1996 TY7     | 11 tháng 10 năm 1996 | Yatsuka                            | H. Abe                                           |
| 16761 Hertz        | 1996 TE8     | 3 tháng 10 năm 1996  | Pianoro                            | V. Goretti                                       |
| 16762              | 1996 TK10    | 9 tháng 10 năm 1996  | Kushiro                            | S. Ueda, H. Kaneda                               |
| 16763              | 1996 TG12    | 3 tháng 10 năm 1996  | Xinglong                           | Chương trình tiểu hành tinh Bắc Kinh Schmidt CCD |
| 16764 -            | 1996 TV14    | 9 tháng 10 năm 1996  | Nanyo                              | T. Okuni                                         |
| 16765 Agnesi       | 1996 UA      | 16 tháng 10 năm 1996 | Prescott                           | P. G. Comba                                      |
| 16766 Righi        | 1996 UP      | 18 tháng 10 năm 1996 | Pianoro                            | V. Goretti                                       |
| 16767              | 1996 US      | 16 tháng 10 năm 1996 | Nachi-Katsuura                     | Y. Shimizu, T. Urata                             |
| 16768 -            | 1996 UA1     | 20 tháng 10 năm 1996 | Oizumi                             | T. Kobayashi                                     |
| 16769 -            | 1996 UN1     | 29 tháng 10 năm 1996 | Toyama                             | M. Aoki                                          |
| 16770 -            | 1996 UD3     | 30 tháng 10 năm 1996 | Colleverde                         | V. S. Casulli                                    |
| 16771 -            | 1996 UQ3     | 19 tháng 10 năm 1996 | Church Stretton                    | S. P. Laurie                                     |
| 16772              | 1996 UC4     | 29 tháng 10 năm 1996 | Xinglong                           | Chương trình tiểu hành tinh Bắc Kinh Schmidt CCD |
| 16773              | 1996 VO1     | 6 tháng 11 năm 1996  | Nachi-Katsuura                     | Y. Shimizu, T. Urata                             |
| 16774              | 1996 VP1     | 6 tháng 11 năm 1996  | Nachi-Katsuura                     | Y. Shimizu, T. Urata                             |
| 16775 -            | 1996 VB6     | 15 tháng 11 năm 1996 | Oizumi                             | T. Kobayashi                                     |
| 16776              | 1996 VA8     | 3 tháng 11 năm 1996  | Kushiro                            | S. Ueda, H. Kaneda                               |
| 16777 -            | 1996 VD29    | 13 tháng 11 năm 1996 | Kitt Peak                          | Spacewatch                                       |
| 16778 -            | 1996 WU1     | 30 tháng 11 năm 1996 | Oizumi                             | T. Kobayashi                                     |
| 16779 -            | 1996 WH2     | 30 tháng 11 năm 1996 | Sudbury                            | D. di Cicco                                      |
| 16780 -            | 1996 XT1     | 2 tháng 12 năm 1996  | Oizumi                             | T. Kobayashi                                     |
| 16781 Renčín       | 1996 XU18    | 12 tháng 12 năm 1996 | Kleť                               | M. Tichý, Z. Moravec                             |
| 16782 -            | 1996 XC19    | 8 tháng 12 năm 1996  | Oizumi                             | T. Kobayashi                                     |
| 16783 Bychkov      | 1996 XY25    | 14 tháng 12 năm 1996 | Goodricke-Pigott                   | R. A. Tucker                                     |
| 16784              | 1996 YD2     | 22 tháng 12 năm 1996 | Xinglong                           | Chương trình tiểu hành tinh Bắc Kinh Schmidt CCD |
| 16785 -            | 1997 AL1     | 2 tháng 1 năm 1997   | Oizumi                             | T. Kobayashi                                     |
| 16786              | 1997 AT1     | 2 tháng 1 năm 1997   | Nachi-Katsuura                     | Y. Shimizu, T. Urata                             |
| 16787 -            | 1997 AZ1     | 3 tháng 1 năm 1997   | Oizumi                             | T. Kobayashi                                     |
| 16788 -            | 1997 AR2     | 3 tháng 1 năm 1997   | Oizumi                             | T. Kobayashi                                     |
| 16789 -            | 1997 AU3     | 3 tháng 1 năm 1997   | Oohira                             | T. Urata                                         |
| 16790 Yuuzou       | 1997 AZ4     | 2 tháng 1 năm 1997   | Chichibu                           | N. Sato                                          |
| 16791 -            | 1997 AR5     | 7 tháng 1 năm 1997   | Oizumi                             | T. Kobayashi                                     |
| 16792 -            | 1997 AK13    | 11 tháng 1 năm 1997  | Oizumi                             | T. Kobayashi                                     |
| 16793 -            | 1997 AA18    | 15 tháng 1 năm 1997  | Oizumi                             | T. Kobayashi                                     |
| 16794 Cucullia     | 1997 CQ1     | 2 tháng 2 năm 1997   | Kleť                               | J. Tichá, M. Tichý                               |
| 16795 -            | 1997 CA3     | 3 tháng 2 năm 1997   | Oizumi                             | T. Kobayashi                                     |
| 16796 Shinji       | 1997 CY16    | 6 tháng 2 năm 1997   | Chichibu                           | N. Sato                                          |
| 16797 Wilkerson    | 1997 CA17    | 7 tháng 2 năm 1997   | San Marcello                       | A. Boattini, L. Tesi                             |
| 16798 -            | 1997 EL50    | 5 tháng 3 năm 1997   | La Silla                           | E. W. Elst                                       |
| 16799              | 1997 JU7     | 3 tháng 5 năm 1997   | Xinglong                           | Chương trình tiểu hành tinh Bắc Kinh Schmidt CCD |
| 16800 -            | 1997 JQ16    | 3 tháng 5 năm 1997   | La Silla                           | E. W. Elst                                       |